# Bécsi Műszaki Egyetem
Bécsi Műszaki Egyetem (németül: Technische Universität Wien) Ausztria egyik legnagyobb tudományos és műszaki kutató- és oktatási intézménye Bécsben.

## Története

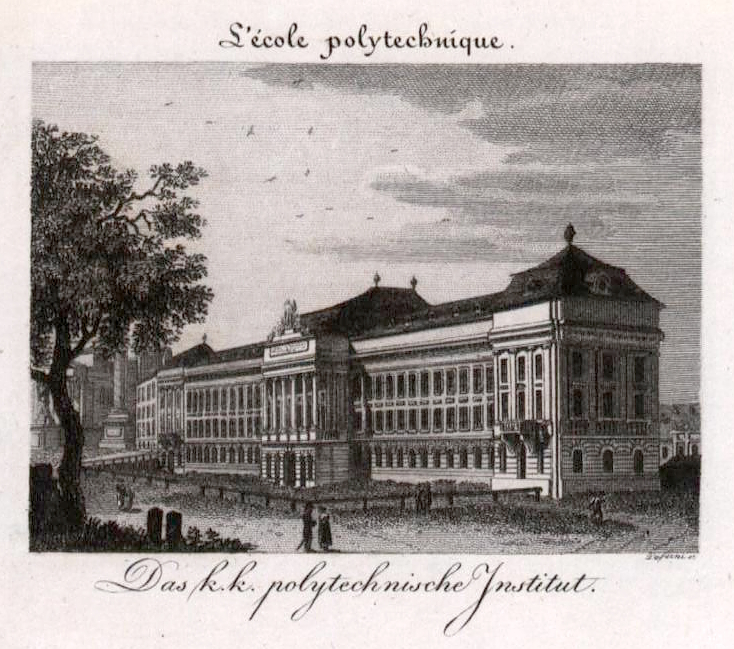
A Császári és Királyi Politechnikai Intézet, 1823 körül

A mai intézmény elődjét 1815-ben alapította I. Ferenc magyar király (egyben osztrák császár) Császári és Királyi Politechnikai Intézet néven (németül: Kaiserlich-königlich Polytechnische Institut). Az intézmény első rektora Johann Joseph von Prechtl volt, aki már 1810-ben megbízást kapott az intézet létrehozásának előkészítésére. A megnyitóra 1815. november 6-án került sor, majd másnap már el is kezdődött az oktatás. 1816. október 14-én a Karlsplatzon letették a mai főépület alapkövét, ahova 1818 őszén költözött be az intézet. A tanulók száma az 1830-as és 1840-es években gyorsan emelkedett. A növekedés első szakaszában az épületet kibővítették a központi és a bal oldali szárnnyal. Az 1848–49-es forradalom és szabadságharcban számos professzor és diák vett részt, az előadásokat pedig 1848. március 24-én felfüggesztették. Az oktatás 1849 októberében kezdődött el újra. 

### 1848–49-es forradalom és szabadságharc után
Az alapító igazgató Johann Joseph von Prechtl a szabadságharc leverése után nyugdíjba vonult. Utódja Adam von Burg, akit 1849-es kinevezése után 1852-ben már le is váltottak. 1952–58-ig az iskola katonai irányítás alatt állt. 1865. október 17-én I. Ferenc József császár új szervezeti alapszabályt hagyott jóvá, aminek értelmében az intézmény vezetését egy professzori kollégiumnak kellett ellátnia az élén egy választott rektorral. 1866. november 3-án Joseph Herrt választották meg első rektornak. 1872-ben az intézményt ismét átszervezték, az új neve Műszaki Főiskola (németül: Technische Hochschule) lett. 1901-ben megkapta a doktori fokozat odaítélésének jogát. 1919-től nők is felvételt nyerhettek az intézménybe. 1975-től az új neve Bécsi Műszaki Egyetem (németül: Technische Universität Wien).

## Külső hivatkozások
- A Bécsi Műszaki Egyetem honlapja
- A Bécsi Műszaki Egyetem diákszövetségének weblapja